# 道東縦貫道路
道東縦貫道路（どうとうじゅうかんどうろ）は、北海道オホーツク総合振興局管内網走郡美幌町と釧路総合振興局管内川上郡標茶町を結ぶ地域高規格道路の路線名である。現在、地域高規格道路として整備を進める妥当性・緊急性等について基礎的な調査を実施する候補路線に指定されている。

## 構成される道路
- 国道243号（美幌 - 弟子屈間）
- 国道391号（弟子屈 - 標茶間）
- 北海道道14号厚岸標茶線（標茶 - 中チャンベツ間）

## 経由する市町村
- オホーツク総合振興局
  - 網走郡美幌町
- 釧路総合振興局
  - 川上郡標茶町
  - 川上郡弟子屈町

## 接続する道路
- 美幌町
  - 北海道横断自動車道網走線（国道39号美幌バイパス）
- 標茶町
  - 釧路中標津道路（国道272号）